# Ritalahti
Ritalahti är en sjö i Finland. Den ligger i kommunen Siikais i landskapet Satakunta, i den sydvästra delen av landet, 250 km nordväst om huvudstaden Helsingfors. Ritalahti ligger 48 meter över havet. Arean är 7,1 hektar och strandlinjen är 1,19 kilometer lång. Sjön  ingår i Karvia å huvudavrinningsområde.   I omgivningarna runt Ritalahti växer i huvudsak blandskog.